# シェリー＝アン・フレーザー＝プライス
シェリー＝アン・フレーザー＝プライス（Shelly-Ann Fraser-Pryce, 1986年12月27日 ‐ ）は、ジャマイカの陸上競技選手。世界陸上では通算10個の金メダルを獲得。世界陸上女子100m金メダリスト(ベルリン・モスクワ・北京・ドーハ・オレゴン)。オリンピック女子100m2連覇(北京・ロンドン)。2013年モスクワ世界陸上では女子史上初の100m・200m・4×100mリレーの3冠を達成した。

## 経歴
ジャマイカの首都・キングストンにある地元住民以外は出入りが許されないという危険なスラム地区に生まれた。父親は同じ通りに住んでいたが同居せず、フレーザーは兄・弟と共に母親から女手ひとつで育てられた。母親はしつけに厳しく、勉強をしろとうるさかったので学校の成績も悪くなかったが、家が貧しかったので地元でも有名な女学校の試験に合格しても授業料が払えなかった。ところが、見知らぬ若い資産家の女性が理由も言わずに授業料を払い続けてくれたおかげで進学し、勉強に励むことができた。16歳だった2003年には、ジャマイカでとても人気のある陸上競技の全国高校選手権「チャンプス」に出場し、100mで7位になっている。しかし、当時は母親が勉強をしろとうるさかったので陸上競技に本気で取り組んでいなかった。ジャマイカ工科大学に在学中だった21歳の時に、大学のキャンパス内で練習していたMVP Track & Field Clubに加入して本格的に陸上競技を始めたが、加入当初はその身長の低さもあり、短距離では成功しない等と周りから言われていた。

### 2008年
フレーザーは、2007年までは目立つ選手ではなかった。実際、2007年までの100mの自己ベストは11秒31であり、ジャマイカの並み居るスプリンターたちに遠く及ばない状況であった。しかし、2008年の北京オリンピック国内選考会で、世界チャンピオンのベロニカ・キャンベル＝ブラウンらを抑えて2位に入り、100mで代表入りを果たす。オリンピックでも順調に勝ち進み、決勝では10秒78の好タイムで優勝。2位に0.2秒の大差をつける圧勝であった。なお、同タイムでジャマイカのシェローン・シンプソンとケロン・スチュワートが2位に入り、表彰台を独占した。4×100mリレーは、フレーザー、キャンベル＝ブラウン、シンプソン、スチュワートというメンバーで、世界記録更新が期待されたが、決勝でのバトンミスにより失格となった。

### 2009年
2009年の世界陸上ベルリン大会の100mでは、マリーン・オッティが保持していたジャマイカ記録（10秒74）を約13年振りに更新する10秒73で優勝した。

### 2010年
2010年5月に中国・上海で行われたIAAFダイヤモンドリーグでオキシコドンに陽性反応を示した。本人は禁止薬物とは知らず、歯痛を抑えるために使用したと弁明していたが、10月に6カ月の出場停止処分になった。フレーザーは暫定的な処分を受けており、競技会への出場は2011年1月8日から可能になった。

### 2011年
2011年1月に結婚した。世界陸上大邱大会の100mは4位。4×100mリレー決勝では第1走者を務めてジャマイカ新記録を樹立し、銀メダルを獲得した。

### 2012年
2012年8月のロンドンオリンピック100m決勝は10秒75（+1.5 m/s）の記録で優勝し、北京オリンピックに続き同一種目で連覇を飾った。同オリンピックの200m決勝は、アメリカのアリソン・フェリックスに次ぐ22秒09で2位となり、銀メダルを獲得した。200mではオリンピックと世界選手権を通じて初のメダル獲得。

### 2013年
2013年8月の世界陸上モスクワ大会は100mで、今季世界最高記録となる10秒71で優勝し、金メダルを獲得した。同種目では、2009年世界陸上ベルリン大会以来2大会ぶりの金メダル獲得。200mは22秒17で優勝してオリンピックと世界選手権を通じて同種目初の金メダルを獲得、ジルケ・グラディッシュ（東ドイツ）とカトリン・クラッベ（ドイツ）に続き、史上3人目となる同一大会での100m・200m女子短距離2冠を達成した。4×100mリレー決勝ではアンカーを走り、ジャマイカが41秒29の大会新記録で2大会ぶり3度目の優勝を遂げ、金メダルを獲得した。フレーザー＝プライスは世界陸上で女性初の短距離3冠を達成した。
ダイヤモンドリーグでは100mと200mで年間王者に輝き、男女通じて初の2冠を達成した。
11月のワールドアスレチック・ガラでIAAF世界最優秀選手賞を受賞した。ジャマイカの女子選手としては1990年のマリーン・オッティに続いて2人目。男子はウサイン・ボルトが受賞し、初のジャマイカ選手アベック受賞となった。
「ポケット・ロケット財団」を設立し、自分と同じような境遇で育っている才能ある子供達を援助している。

### 2014年
2014年1月に「Chic Hair Ja」という名前の美容室をキングストンにオープンした。
3月の世界室内陸上ソポト大会60m決勝で、世界歴代7位の記録となる6秒98で優勝し、金メダルを獲得した。
初出場となった8月のコモンウェルスゲームズ4×100mリレー決勝ではアンカーを務め、41秒83の大会記録を樹立して金メダルを獲得した。

## 主な成績
| 年   | 大会                               | 場所                         | 種目         | 結果         | 記録      |
| ---- | ---------------------------------- | ---------------------------- | ------------ | ------------ | --------- |
| 2007 | 世界陸上競技選手権大会             | 大阪（日本）                 | 4×100mリレー | 2位          | 42秒70    |
| 2008 | オリンピック                       | 北京（中華人民共和国）       | 100m         | 1位          | 10秒78    |
| 2008 | オリンピック                       | 北京（中華人民共和国）       | 4×100mリレー | 予選途中棄権 | DNF       |
| 2008 | IAAFワールドアスレチックファイナル | シュトゥットガルト（ドイツ） | 100m         | 1位          | 10秒94    |
| 2009 | 世界陸上競技選手権大会             | ベルリン（ドイツ）           | 100m         | 1位          | 10秒73    |
| 2009 | 世界陸上競技選手権大会             | ベルリン（ドイツ）           | 4×100mリレー | 1位          | 42秒06    |
| 2009 | IAAFワールドアスレチックファイナル | テッサロニキ（ギリシャ）     | 100m         | 2位          | 10秒89    |
| 2011 | 世界陸上競技選手権大会             | 大邱（韓国）                 | 100m         | 4位          | 10秒99    |
| 2011 | 世界陸上競技選手権大会             | 大邱（韓国）                 | 4×100mリレー | 2位          | 41秒70    |
| 2011 | IAAFダイヤモンドリーグ             | IAAFダイヤモンドリーグ       | 200m         | 年間5位      | 2pt       |
| 2012 | オリンピック                       | ロンドン（イギリス）         | 100m         | 1位          | 10秒75    |
| 2012 | オリンピック                       | ロンドン（イギリス）         | 200m         | 2位          | 22秒09    |
| 2012 | オリンピック                       | ロンドン（イギリス）         | 4×100mリレー | 2位          | 41秒41    |
| 2012 | IAAFダイヤモンドリーグ             | IAAFダイヤモンドリーグ       | 100m         | 年間優勝     | 19pt      |
| 2013 | 世界陸上競技選手権大会             | モスクワ（ロシア）           | 100m         | 1位          | 10秒71    |
| 2013 | 世界陸上競技選手権大会             | モスクワ（ロシア）           | 200m         | 1位          | 22秒17    |
| 2013 | 世界陸上競技選手権大会             | モスクワ（ロシア）           | 4×100mリレー | 1位          | 41秒29    |
| 2013 | IAAFダイヤモンドリーグ             | IAAFダイヤモンドリーグ       | 100m         | 年間優勝     | 20pt      |
| 2013 | IAAFダイヤモンドリーグ             | IAAFダイヤモンドリーグ       | 200m         | 年間優勝     | 15pt      |
| 2014 | 世界室内陸上競技選手権大会         | ソポト（ポーランド）         | 60m          | 1位          | 6秒98     |
| 2014 | 世界リレー                         | ナッソー（バハマ）           | 4×200mリレー | 3位          | 1分30秒04 |
| 2014 | コモンウェルスゲームズ             | グラスゴー（スコットランド） | 4×100mリレー | 1位          | 41秒83    |
| 2015 | 世界陸上競技選手権大会             | 北京（中華人民共和国）       | 100m         | 1位          | 10秒76    |
| 2015 | 世界陸上競技選手権大会             | 北京（中華人民共和国）       | 4×100mリレー | 1位          | 41秒07    |
| 2016 | オリンピック                       | リオデジャネイロ（ブラジル） | 100m         | 3位          | 10秒86    |
| 2016 | オリンピック                       | リオデジャネイロ（ブラジル） | 4×100mリレー | 2位          | 41秒36    |
| 2019 | 世界陸上競技選手権大会             | ドーハ（カタール）           | 100m         | 1位          | 10秒71    |
| 2019 | 世界陸上競技選手権大会             | ドーハ（カタール）           | 4×100mリレー | 1位          | 41秒44    |
| 2021 | オリンピック                       | 東京（日本）                 | 100m         | 2位          | 10秒74    |
| 2022 | 世界陸上競技選手権大会             | オレゴン（アメリカ）         | 100m         | 1位          | 10秒67    |

## 自己ベスト
| 種目        | 記録           | 年月日        | 場所         | 備考                           |
| ----------- | -------------- | ------------- | ------------ | ------------------------------ |
| 60m（室内） | 6秒98          | 2014年3月9日  | ソポト       | 世界歴代8位、ジャマイカ歴代2位 |
| 100m        | 10秒60（+1.7） | 2021年8月26日 | ローザンヌ   | 世界歴代3位                    |
| 200m        | 21秒79（+0.8） | 2021年6月27日 | キングストン |                                |